# Cool Biz
Cool Biz (japanska クール・ビズ, kort för Cool Business) är en japansk kampanj initierad av Japans miljödepartement sommaren 2005 med mål att minska utsläppet av växthusgaser genom att uppmana offentliganställda att dels klä sig svalare, dels inte ställa in luftkonditioneringsanläggningar på lägre än 28 grader Celsius. Baserad på en nätenkät uppskattade departementet att man genom kampanjen minskat koldioxidutsläppen med ungefär 460 000 ton.